# Волнодисперсионный спектрометр

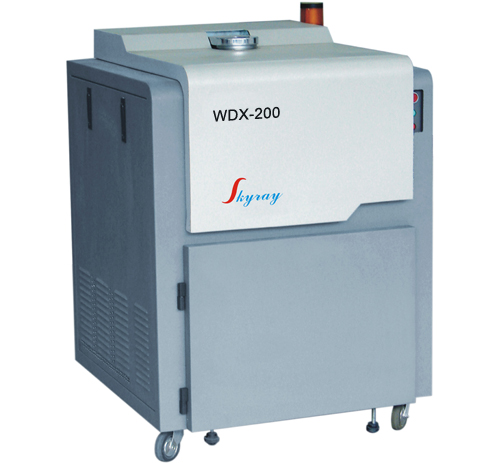
Пример: волнодисперсионный спектрометр

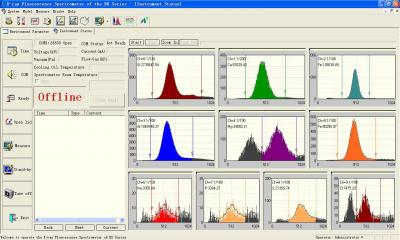
Спектр, сделанный волнодисперсионным спектрометром

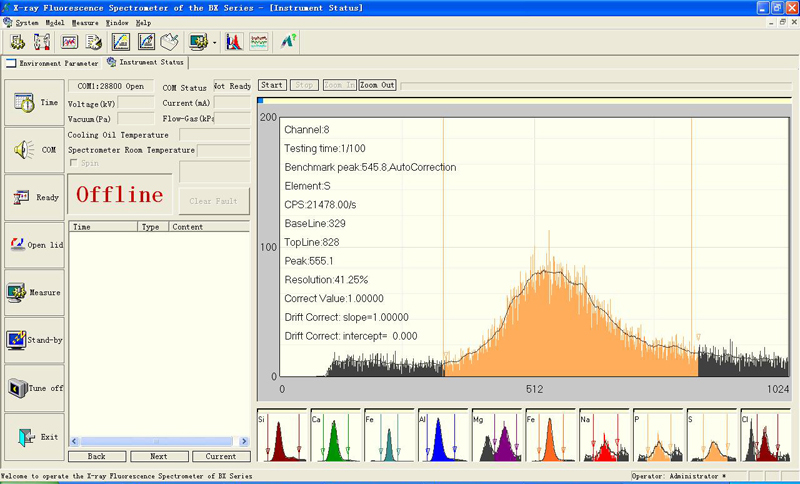
Спектр, сделанный волнодисперсионным спектрометром

Волнодисперсионный рентгенофлуоресцентный спектрометр представляет собой прибор, позволяющий проводить полный элементный анализ, использующий для подсчёта и анализа рентгенофлуоресценцию какой-либо конкретной длины волны, дифрагированной на кристалле. Длина волны рентгеновского луча и шаг кристаллической решётки связаны законом Брэгга. В отличие от метода энергодисперсионной рентгенофлуоресценции, волнодисперсионный подсчитывает фотоны от одной длины волны, и анализирует спектр длин волн пошагово. Методически применяется как в отдельно стоящих приборах, так и как составляющая часть электронных микроскопов. 

## Описание метода
Рентгеновские фотоны, излучаемые возбужденным образцом, направляются посредством коллиматора на кристалл под изменяемым углом, получая в результате спектр излучения. Кристалл дифрагирует  фотоны, которые направляются на детектор. В волнодисперсионном спектрометре, как правило, используются сцинтилляционный или пропорциональный счётчик.
Монокристалл, образец и детектор монтируются на гониометре на расстоянии от источника рентгеновского излучения (образец) и кристалла, равным расстоянию от кристалла до детектора. Как правило, исследование проводят в вакууме для уменьшения поглощения мягкого излучения (с низким уровнем энергии фотонов) в воздухе и, следовательно, улучшают чувствительность для обнаружения и количественного определение легких элементов (от бора и кислорода).
Современные системы используют небольшое количество разных типов кристаллов, и с помощью автоматической смены кристалла в зависимости от энергии позволяют анализировать элементы всей периодической таблицы (за исключением водорода и гелия).

## Применение
Волнодисперсионный рентгенофлуоресцентный анализ является точным, быстрым неразрушающим видом анализа, позволяющим проводить исследования в самых различных областях науки и техники: 
- Биология и медицина
- Анализ строительных и конструкционных материалов
- Исследования руд и горных пород
- Металлургия (стали, цветные металлы)
- Научные исследования
- Контроль качества
- Химический анализ любой сложности